# Tragopa discrepans
Tragopa discrepans är en insektsart som beskrevs av Walker. Tragopa discrepans ingår i släktet Tragopa och familjen hornstritar. Inga underarter finns listade i Catalogue of Life.